# Escut i bandera de Bugarra
L'escut i la bandera de Bugarra són els símbols representatius oficials de Bugarra, municipi del País Valencià, a la comarca dels Serrans.

## Escut heràldic
L'escut de Bugarra té el següent blasonament:
| « | Escut quadrilong de punta redona, truncat. Al primer quarter, en camper de sinople, un Agnus Dei passant d'argent, portant nimbus crucífer d'or amb banderola també d'argent, carregada d'una creu plana de gules i l'asta d'or. Al segon quarter, en camper de gules, tres sabates escacades d'argent i de sable, ben ordenades; bordura de gules amb vuit escudets d'or, amb banda de sable. Al timbre, una corona reial oberta. | » |

## Bandera
La bandera de Bugarra té la següent descripció:
| « | Bandera de proporcions 2:3. Tres franges horitzontals, la superior de color roig, la central blanca i la inferior verda. L'amplària de les franges superior i inferior serà igual a la de les tres setenes parts de l'amplada total de la bandera i la central equivalent a la setena part restant. L'escut municipal estarà situat junt a l'asta en el cantó superior. | » |

## Història
L'escut fou aprovat per Resolució de 10 de gener de 1995, del conseller d'Administració Pública, publicada en el DOGV núm. 2.456, de 23 de febrer de 1995.
La bandera fou aprovada per Resolució de 6 d'agost de 1996, del conseller de Presidència, publicada en el DOGV núm. 2.854, de 23 d'octubre de 1996.
L'anyell pasqual és l'atribut de sant Joan Baptista, patró del poble. A sota, les armes parlants dels Sabata de Calataiud, barons de Pedralba i senyors de Bugarra, ja que el poble va pertànyer a Pedralba fins al 1902.